# Haaniella scabra
Haaniella scabra (PSG: 70) is een insect uit de orde van de Phasmatodea (wandelende takken).

## Galerij

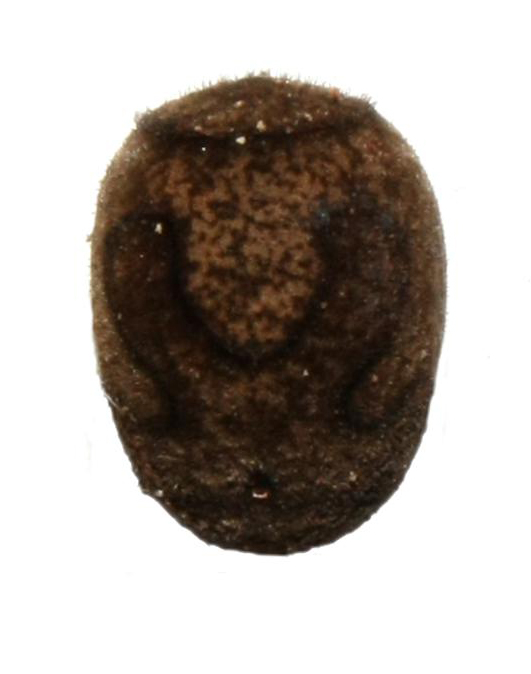
Eitje
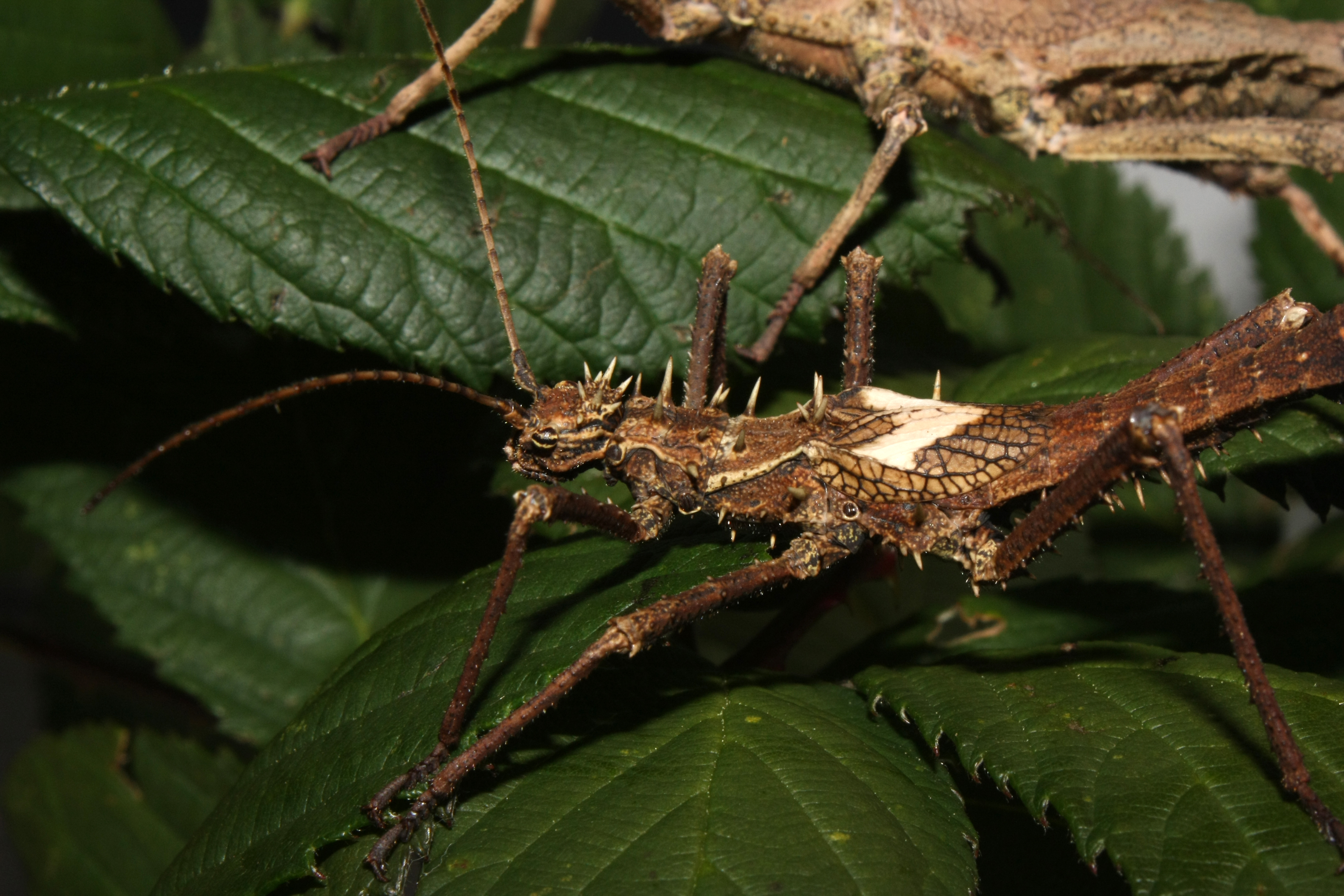
Mannetje
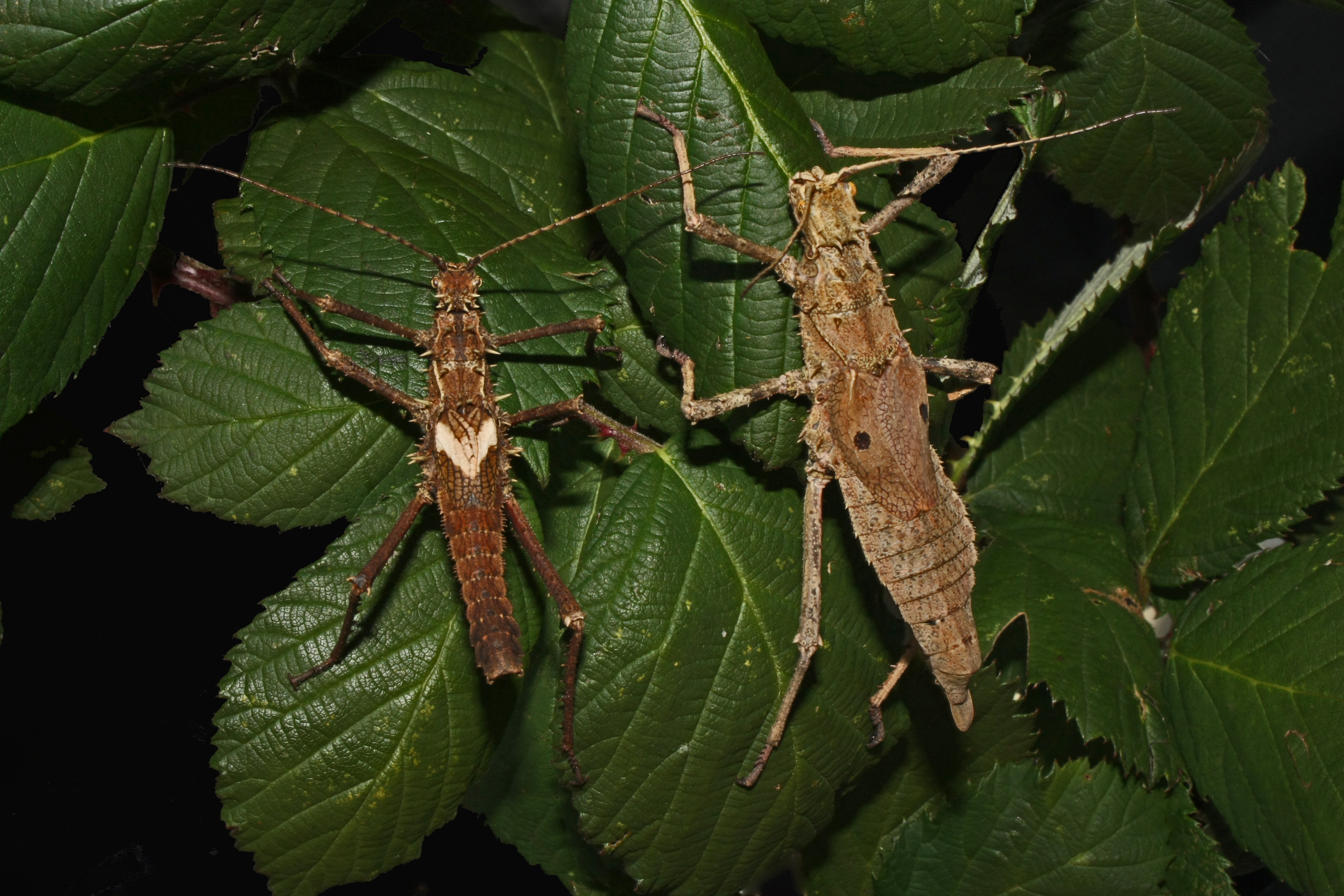
Koppel (links: mannetje, rechts: vrouwtje)